# Ñandutí

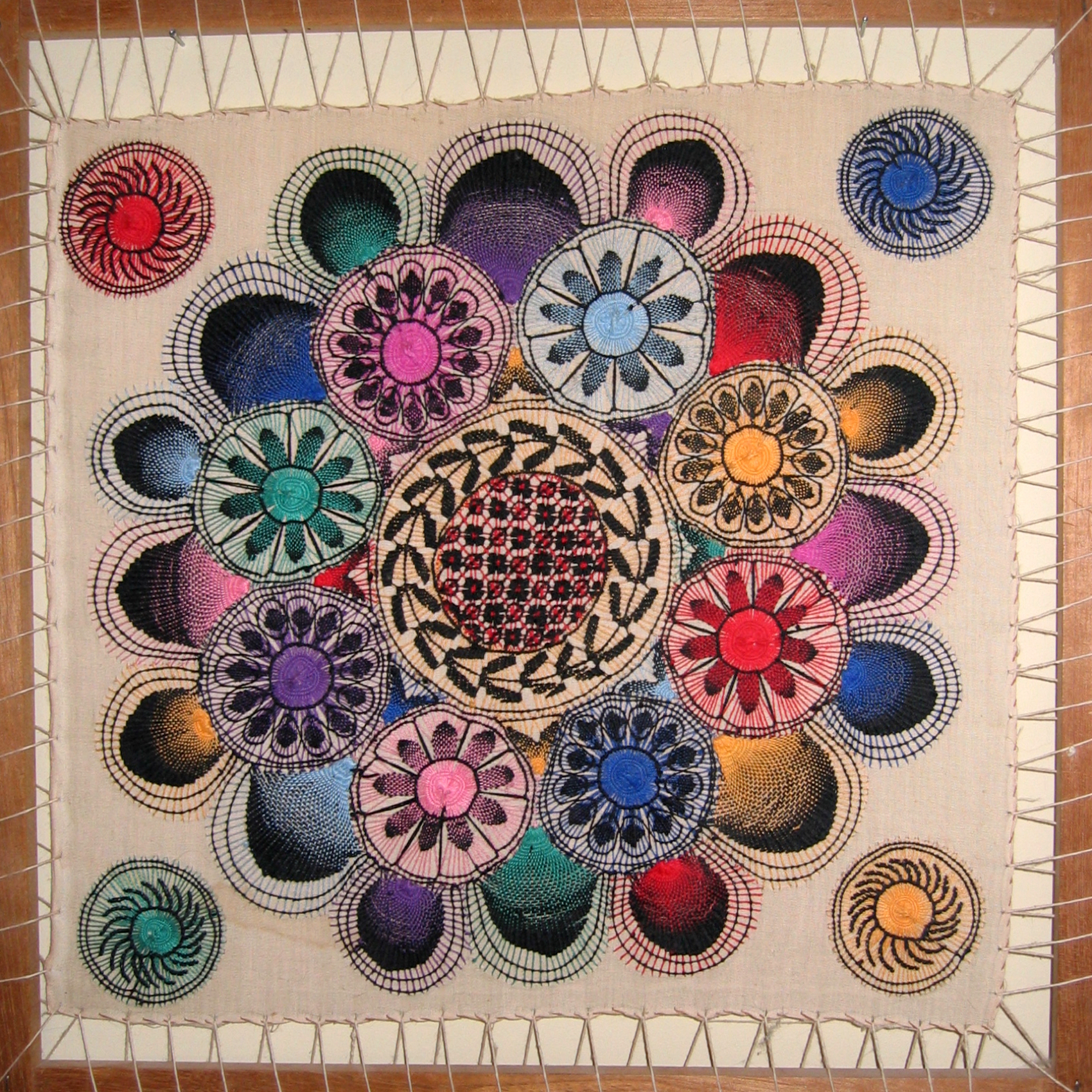
Ñandutí

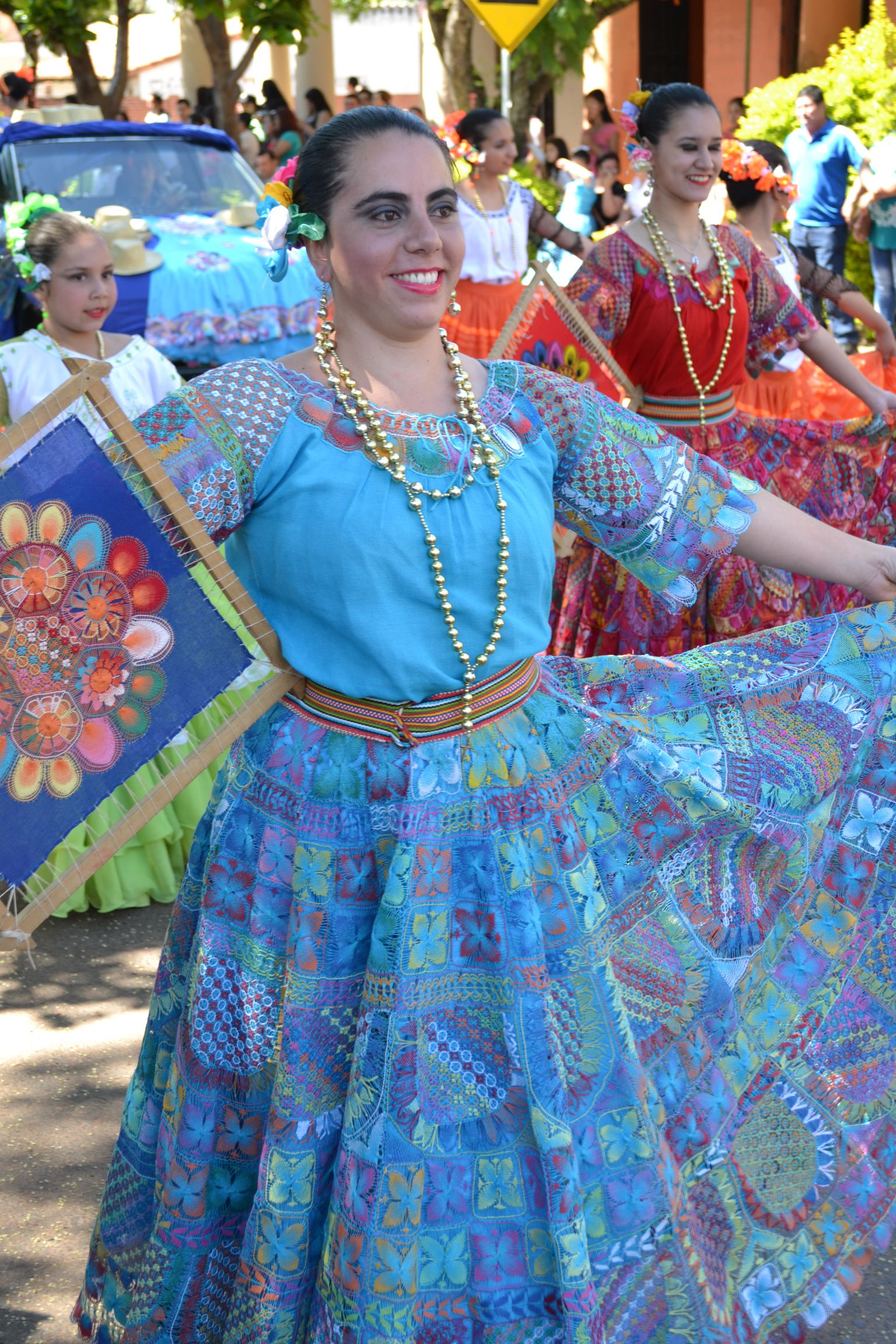
Ein aus Ñandutí-Spitze zusammengesetztes Kleid

Ñandutí (Guaraní Ñanduti, von Ñandu ‚Spinne‘ und -ti, der Endung des Wortes für die Farbe Weiß) ist eine Handarbeit, die typisch für die Stadt Itauguá im Departamento Central in Paraguay ist. Sie wird in den Familien weitergegeben und heute nur noch von einer begrenzten Zahl von Frauen beherrscht. Es laufen Projekte der Regierung zur Erhaltung dieses Kulturgutes.
Es handelt sich um eine nicht geklöppelte Spitze, diese sieht wie ein Spinnennetz aus. Es wird ein Grundgewebe aus weißen Fäden in einen Rahmen gespannt und durch weiße oder farbige Fäden konzentrisch, von innen nach außen, wie in einem Spinnennetz verknüpft. Diese Spitzen werden sowohl für Tischdecken oder Tischläufer als auch zur Verzierung von Kleidern gefertigt, oder sie werden zu vollständigen Kleidern zusammengesetzt.
Die Technik, die an die Teneriffa-Spitze erinnert, beruht auf der im 17. Jahrhundert in Spanien entstandenen Technik der Sonnenspitze (Sol lace), bei der die Spitze mit Hilfe von kreisförmig gesetzten hölzernen Nägeln geklöppelt wird. Die Technik wurde im 17. Jahrhundert durch spanische Einwanderer nach Südamerika gebracht und dort modifiziert, wie beispielsweise im Falle der Ñandutí-Spitze. Dort wird ein hölzerner Rahmen mit längsgespannten Fäden benutzt, auf dem die kreisförmigen Muster entstehen.
Seit 1970 findet in der Stadt Itauguá ein Festival statt, bei dem die besten Ñandutí-Arbeiten prämiert werden. Die Jury besteht aus einheimischen Frauen, die das Handwerk perfekt beherrschen.

## Die Ñandutí-Legende
Über die Entstehung der Spitze gibt es in Paraguay verschiedene Legenden. Nach einer Variante
leitet sich der Name ab von dem legendären Häuptling Ñandu Guazú, der in einer Baumhöhle ein prächtiges Spinnennetz entdeckt hatte, mit dem er um die Hand seiner Liebsten werben wollte, das aber in seinen Händen zerfallen ist. Als Ersatz webte ihm seine Mutter aus ihren weißen Haaren ein ähnlich schönes Netz, das er seiner Liebsten schenkte.